# Entemnotrochus
Entemnotrochus is een geslacht van weekdieren uit de klasse van de Gastropoda (slakken).

## Soorten
- Entemnotrochus adansonianus (Crosse & P. Fischer, 1861)
- Entemnotrochus ozakii Kase & Katayama, 1981 †
- Entemnotrochus panchangwui Lin, 1975 †
- Entemnotrochus rumphii (Schepman, 1879)
- Entemnotrochus shikamai Kanie, 1973 †
- Entemnotrochus siuyingae Lin, 1975 †